# Grb Vanuatua
Grb Vanuatua se sastoji od melanezijskog ratnika iza kojeg se nalazi kljova divlje svinje. Ispod njega je natpis "Long God yumi stanap" (Stojimo s Bogom).

## Poveznice
- Zastava Vanuatua